# Bệnh ghẻ
Bệnh ghẻ (tiếng Latinh: scabere còn được gọi là ghẻ Na Uy) là bệnh truyền nhiễm, do loài ký sinh trùng bắt buộc là cái ghẻ (Sarcoptes scabiei, giống hominis) xâm nhập ở lớp thượng bì gây ra. Chúng thường đào hang rãnh trên da làm ngứa ngáy khó chịu và nhiễm trùng.
Sarcoptes scabiei được tìm thấy từ thế kỷ thứ 16, nhưng mãi đến đầu thế kỷ 18 mới xác định được nó là nguyên nhân gây bệnh ghẻ ở người .

## Đặc điểm lâm sàng bệnh ghẻ
Khi nhiễm bệnh thời kỳ ủ bệnh có thể thay đổi từ 2 đến 40 ngày, trung bình từ 10 đến 15 ngày. Người nhiễm bệnh lần đầu thì triệu chứng ngứa xuất hiện sau 6 - 8 tuần, còn người đã tiếp xúc trước đó với cái ghẻ thì các triệu chứng xuất hiện sớm hơn. Lúc đầu thấy ngứa ở các kẽ, như kẽ ngón tay, kẽ dưới vú (ở đàn bà), rãnh quy đầu, kẽ mông ở trẻ em... Ngứa lan dần nhanh chóng ra toàn thân và ngứa nhiều về ban đêm. Tại một số vị trí xuất hiện mụn nhỏ, và có chỗ là đường hang do ghẻ cái đào đục dưới da .

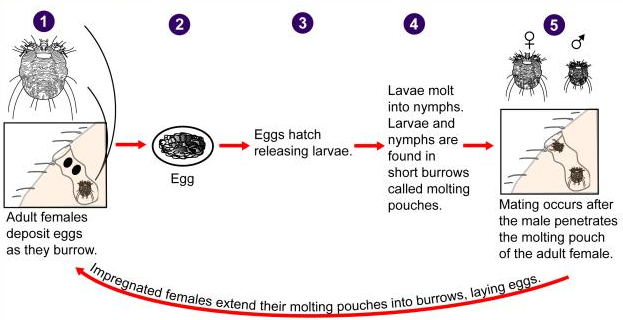
Vòng đời của cái ghẻ
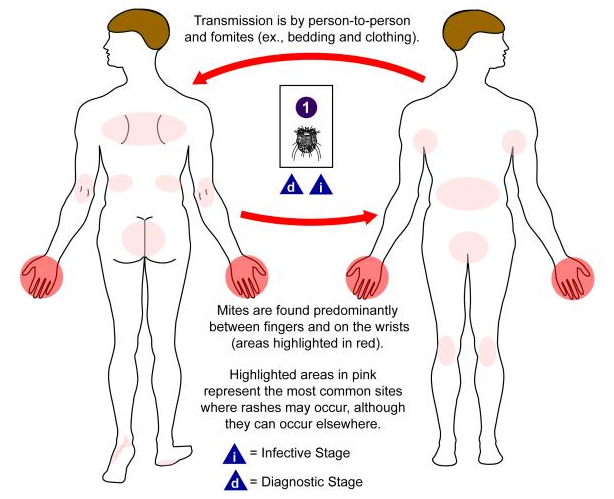
Các vị trí phổ biến xảy ra phát ban của ghẻ
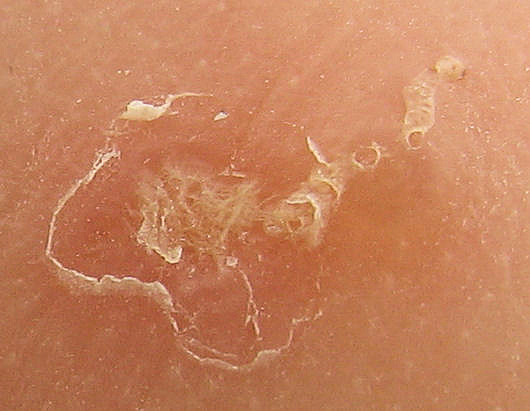
Vết hang ghẻ dưới da
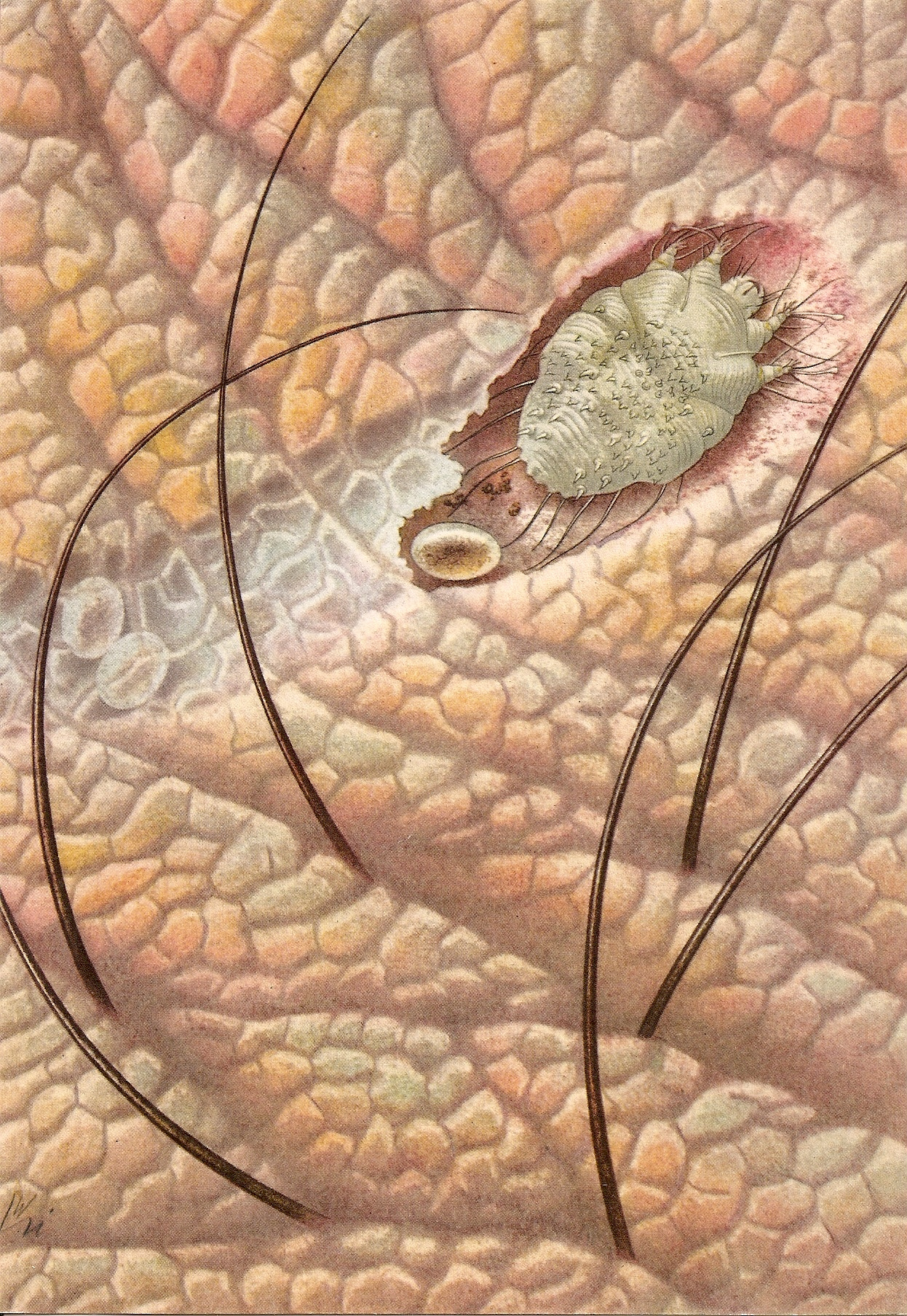
Hang ghẻ với trứng và phân

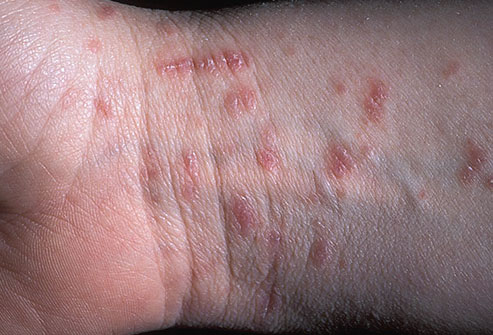
bệnh nhân bị ghẻ ở cổ tay, sưng đỏ, rất ngứa đặt biệt về đêm

Một số hình ảnh minh họa về bệnh ghẻ, một căn bệnh phổ biến, hay xuất hiện ở những nơi đông đúc, điều kiện vệ sinh kém, Bệnh ghẻ không gây ảnh hưởng tới sức khỏe nhưng nó làm ảnh hưởng tới chất lượng cuộc sống, nếu không điều trị sớm có thể gây nhiều biến chứng các bệnh ngoài da khác như chàm da, sưng phù, nhiễm trùng.

## Bệnh ghẻ ở động vật
Bệnh ghẻ có thể xảy ra ở một số động vật nuôi và động vật hoang dã. Những con ve gây hại này là những phân loài khác nhau từ một loài thường phát sinh ra dạng gây hại cho con người . Những phân loài này có thể xâm nhập vào động vật không phải là vật chủ thông thường của chúng, nhưng những bệnh này không kéo dài. Khi động vật bị bệnh ghẻ bị ngứa nặng và nhiễm trùng da thứ phát, thường giảm cân và trở nên yếu đuối .
Dạng ghẻ thường gặp nhất ở thú nuôi là ghẻ lở cơ (sarcoptic mange), gây ra bởi phân loài Sarcoptes scabiei canis, phổ biến nhất ở chó và mèo. Sarcoptic mange có thể lây truyền sang người tiếp xúc lâu dài với động vật bị nhiễm bệnh . Nó phân biệt với ghẻ người là phân bố của nó trên bề mặt da bao phủ bởi quần áo. Con gà bị mắc bệnh ghẻ có thể bị "chân vảy". Thú nuôi đã đi hoang và không có chăm sóc thú y thường bị ghẻ chân và một loạt các bệnh khác . Ghẻ cũng bắt gặp ở động vật hoang dã, chẳng hạn khỉ đột (gorilla) được biết là dễ bị nhiễm trùng khi tiếp xúc với các vật dụng do con người sử dụng .

## Lây truyền
Bệnh ghẻ là bệnh truyền nhiễm và có thể lây truyền qua tiếp xúc vật lý kéo dài với người hay thú bị nhiễm bệnh. Đa số trường hợp lây truyền là thông qua các hình thức tiếp xúc da với da, trong đó gồm cả quan hệ tình dục .
Ngoài ra bệnh ghẻ có thể lây truyền thông qua việc chia sẻ giường ngủ, quần áo, khăn tắm..., nhưng đây không phải là phương thức lây truyền chủ yếu, vì rằng ghẻ chỉ có thể tồn tại trong nhiều nhất là 2-3 ngày khi cách xa da người ở nhiệt độ phòng .